# Antonio Arcadio
Antonio Arcadio (Monteiasi, 1º novembre 1972) è un allenatore di calcio ed ex calciatore italiano, di ruolo attaccante.

## Carriera
Debutta tra i professionisti nel 1992 con la maglia del Montevarchi in Serie C2.
Nel 1995 passa all'Avellino dove gioca 9 incontri in Serie B prima di passare, nel mercato di riparazione, all'Empoli, con il quale pochi mesi dopo conquista la promozione dalla Serie C1 alla Serie B. L'anno successivo rimane in terza serie con il Siena.
Nel 1997 viene ripreso dall'Empoli, con il quale colleziona le uniche tre presenze in massima divisione nella sua carriera, tutte da subentrato, nelle prime quattro giornate del campionato di Serie A 1997-1998. Debutta il 31 agosto 1997, entrando in campo al 68' della gara interna contro la Roma, vincitrice per 3-1. Le altre due presenze si riferiscono ad altrettante vittorie della squadra, il 21 e 28 settembre, rispettivamente in casa contro la Lazio per 1-0 (fa il suo ingresso all'80') e sul campo della Fiorentina per 2-1 (interviene al 90', prima del gol decisivo realizzato nel recupero da Giovanni Martusciello).
Nel mese di ottobre viene ceduto alla Ternana, militante in Serie C1.
Nel 1998 fa ritorno a Siena, dove rimane per tre stagioni, conquistando la promozione dalla C1 alla B nel 2000 e la salvezza in cadetteria l'anno seguente.
Nel 2001 passa alla Salernitana dove gioca una stagione e mezzo in B, prima di scendere in C1 con la SPAL ed in C2 con il Montevarchi.
Nella Serie B 2004-2005 gioca la sua ultima stagione nel campionato cadetto, militando da titolare nel Catanzaro.
In seguito milita di nuovo in C con Perugia ed Andria, ed infine in alcune squadre dilettantistiche.
Nella stagione 2010/11 ha giocato nella ASD Terranovese, nel campionato di Promozione Toscana.
Complessivamente ha all'attivo 3 presenze in Serie A e 124 presenze (con 12 reti) in Serie B.

### Allenatore
Da dicembre 2011 guida da allenatore prima il Montevarchi e poi, dopo la radiazione di quest'ultima, l'Audax Montevarchi in seconda categoria. Nella stagione 2012-2013 diventa allenatore della nuova C.S Aquila 1902 Montevarchi militante in seconda categoria. Vince il campionato con la
promozione al campionato di prima categoria. Nel campionato 2013/2014, viene esonerato ad inizio dicembre 2013. Esattamente un anno dopo, a dicembre 2014, approda in Eccellenza alla Castelnuovese, sostituendo il dimissionario Alessio Cocollini
È successivamente allenatore del Signa Calcio 1914 (Eccellenza Toscana) per la stagione 2017-2018.
Rassegna le dimissioni da allenatore del Signa nel febbraio 2018.

## Palmares

### Giocatore

#### Competizioni nazionali
- Serie C2: 1

Montevarchi: 1994-1995
- Coppa Italia Serie C: 1

Empoli: 1995-1996
- Campionato italiano Serie C1: 1

Siena: 1999-2000
Campionato Italiano 1997-1998 serie C1 con la Ternana.(rete decisiva nella finale play off con la Nocerina)
- Supercoppa di Lega di Serie C: 1

Siena: 2000

### Allenatore

#### Competizioni regionali
- Seconda Categoria: 1

Montevarchi: 2012-2013